# Kornelis Jacob Derk Jelte Folkerts
Kornelis Jacob Derk Jelte Folkerts (Kedichem, 14 november 1911 – Muiden, 22 september 2009) was een NSB-burgemeester.
Hij werd geboren als zoon van Folkert Jan Folkerts (1879-1965; sinds 1909 burgemeester van Arkel en Kedichem) en Jantje Hoving (1878-1951). Hij studeerde in 1940 af in de rechten aan de Rijksuniversiteit Leiden en ging daarna in Den Haag wonen. In mei 1943 werd zijn vader op eigen verzoek ontslagen als burgemeester van de gemeenten Arkel en Kedichem en een maand later werd K.J.D.J. Folkerts daar benoemd als burgemeester. In mei 1945, kort na de Duitse capitulatie, werd hij geschorst en later dat jaar volgde ontslag. Hij overleed in 2009 op 97-jarige leeftijd.